# Mistrzostwa Świata w Kajakarstwie 2022
Mistrzostwa Świata w Kajakarstwie 2022 – 47. edycja mistrzostw świata w kajakarstwie. Zawody zostały rozegrane w dniach 3–7 sierpnia 2022 w kanadyjskiej miejscowości Dartmouth.

## Medalistki i medaliści
| Kobiety     | Kobiety                                                                              | Kobiety  | Kobiety                                                                                     | Kobiety  | Kobiety                                                                        |          |
| ----------- | ------------------------------------------------------------------------------------ | -------- | ------------------------------------------------------------------------------------------- | -------- | ------------------------------------------------------------------------------ | -------- |
| Konkurencja | Złoto                                                                                | Czas     | Srebro                                                                                      | Czas     | Brąz                                                                           | Czas     |
| K1 200 m    | Lisa Carrington                                                                      | 41,94    | Anja Osterman                                                                               | 42,94    | Anna Lucz                                                                      | 43,09    |
| K1 500 m    | Lisa Carrington                                                                      | 1:58,69  | Anamaria Govorčinović                                                                       | 1:59,97  | Jule Hake                                                                      | 2:00,30  |
| K1 1000 m   | Alyssa Bull                                                                          | 4:27,65  | Eszter Rendessy                                                                             | 4:28,97  | Anamaria Govorčinović                                                          | 4:33,62  |
| K1 5000 m   | Emese Kőhalmi                                                                        | 23:56,44 | Jule Hake                                                                                   | 24:00,17 | Jennifer Egan-Simmons Sára Mihalik                                             | 24:41,51 |
| K2 200 m    | Węgry · Blanka Kiss · Anna Lucz                                                      | 38,76    | Hiszpania · Sara Ouzande · Teresa Portela                                                   | 38,96    | Kanada · Andréanne Langlois · Toshka Hrebacka                                  | 38,99    |
| K2 500 m    | Polska · Karolina Naja · Anna Puławska                                               | 1:49,87  | Niemcy · Paulina Paszek · Jule Hake                                                         | 1:50,28  | Belgia · Hermien Peters · Lize Broekx                                          | 1:52,64  |
| K4 500 m    | Polska · Karolina Naja · Anna Puławska · Adrianna Kąkol · Dominika Putto             | 1:30,70  | Australia · Ella Beere · Alyssa Bull · Alexandra Clarke · Yale Steinepreis                  | 1:32,78  | Meksyk · Karina Alanís · Isabel Romero · Beatriz Briones · Maricela Montemayor | 1:33,24  |
| C1 200 m    | Nevin Harrison                                                                       | 49,87    | María Corbera                                                                               | 50,54    | Lin Wenjun                                                                     | 50,55    |
| C1 500 m    | Ludmyła Łuzan                                                                        | 2:22,34  | Sophia Jensen                                                                               | 2:23,21  | María Mailliard                                                                | 2:24,43  |
| C1 1000 m   | Ludmyła Łuzan                                                                        | 4:47,90  | María Mailliard                                                                             | 4:50,02  | Annika Loske                                                                   | 4:51,46  |
| C1 5000 m   | Katie Vincent                                                                        | 27:50,88 | Annika Loske                                                                                | 27:55,52 | María Corbera                                                                  | 28:02,52 |
| C2 200 m    | Kuba · Yarisleidis Cirilo Duboys · Katherin Nuevo Segura                             | 45,09    | Chiny · Lin Wenjun · Shuai Changwen                                                         | 45,24    | Węgry · Giana Bragato · Bianka Nagy                                            | 47,59    |
| C2 500 m    | Chiny · Xu Shixiao · Sun Mengya                                                      | 2:01,26  | Ukraina · Ludmyła Łuzan · Anastasija Czetwerikowa                                           | 2:03,32  | Węgry · Giada Bragato · Bianka Nagy                                            | 2:04,70  |
| C4 500 m    | Kanada · Sophia Jensen · Sloan MacKenzie · Katie Vincent · Julia Osende              | 1:56,14  | Polska · Sylwia Szczerbińska · Aleksandra Jacewicz · Katarzyna Szperkiewicz · Julia Walczak | 1:56,31  | Węgry · Giada Bragato · Virág Balla · Kincső Takács · Bianka Nagy              | 1:57,39  |
| IIP 200 m   | Ashley Thomas                                                                        | 1:05,12  | Leona Johs                                                                                  | 1:13,60  | Payton Dicks                                                                   | 1:14,03  |
| IIT 200 m   | Leona Johs                                                                           | 1:26,60  | Rachel Cohen                                                                                | 1:35,72  | Alyssa Chapman                                                                 | 1:39,94  |
| KL1 200 m   | Maryna Mażuła                                                                        | 51,86    | Katherinne Wollermann                                                                       | 52,32    | Brianna Hennessy                                                               | 52,89    |
| KL2 200 m   | Charlotte Henshaw                                                                    | 47,60    | Emma Wiggs                                                                                  | 48,29    | Katalin Varga                                                                  | 49,97    |
| KL3 200 m   | Laura Sugar                                                                          | 46,48    | Nelia Barbosa                                                                               | 46,84    | Felicia Laberer                                                                | 46,93    |
| VL1 200 m   | Lillemor Köper                                                                       | 1:29,79  | Pooja Ojha                                                                                  | 1:34,18  | Esther Bode                                                                    | 1:35,16  |
| VL2 200 m   | Emma Wiggs                                                                           | 58,44    | Brianna Hennessy                                                                            | 1:01,42  | Jeanette Chippington                                                           | 1:03,03  |
| VL3 200 m   | Charlotte Henshaw                                                                    | 59,58    | Hope Gordon                                                                                 | 1:00,84  | Mari Santilli                                                                  | 1:03,97  |
| Mężczyźni   |                                                                                      |          |                                                                                             |          |                                                                                |          |
| Konkurencja | Złoto                                                                                | Czas     | Srebro                                                                                      | Czas     | Brąz                                                                           | Czas     |
| K1 200 m    | Carlos Arévalo                                                                       | 36,43    | Petter Menning                                                                              | 36,71    | Kolos Csizmadia                                                                | 36,82    |
| K1 500 m    | Josef Dostál                                                                         | 1:42,45  | Jean van der Westhuyzen                                                                     | 1:43,57  | Fernando Pimenta                                                               | 1:44,06  |
| K1 1000 m   | Bálint Kopasz                                                                        | 3:38,93  | Fernando Pimenta                                                                            | 3:38,98  | Jacob Schopf                                                                   | 3:40,27  |
| K1 5000 m   | Joakim Lindberg                                                                      | 21:34,26 | Tamás Grossmann                                                                             | 21:51,39 | Francisco Cubelos Sánchez                                                      | 21:54,46 |
| K2 500 m    | Węgry · Bence Nádas · Bálint Kopasz                                                  | 1:34,98  | Litwa · Mindaugas Maldonis · Andrejus Olijnikas                                             | 1:35,56  | Australia · Jean van der Westhuyzen · Thomas Green                             | 1:35,85  |
| K2 1000 m   | Niemcy · Martin Hiller · Tamás Grossmann                                             | 3:32,47  | Włochy · Samuele Burgo · Andrea Schera                                                      | 3:36,82  | Węgry · Bálint Noé · Tamás Kulifai                                             | 3:37,77  |
| K4 500 m    | Hiszpania · Saúl Craviotto Rivero · Carlos Arévalo · Marcus Cooper · Rodrigo Germade | 1:20,83  | Niemcy · Max Rendschmidt · Tom Liebscher · Jacob Schopf · Max Lemke                         | 1:21,27  | Ukraina · Ołeh Kucharyk · Dmytro Danyłenko · Ihor Trunow · Iwan Semykin        | 1:21,38  |
| C1 200 m    | Oleksii Koliadych                                                                    | 39,25    | Nicko Pickert                                                                               | 39,35    | Wiktor Stiepanow                                                               | 39,44    |
| C1 500 m    | Isaquias Queiroz                                                                     | 1:54,49  | Cătălin Chirilă                                                                             | 1:56,51  | Martin Fuksa                                                                   | 1:56,79  |
| C1 1000 m   | Cătălin Chirilă                                                                      | 4:14,28  | Isaquias Queiroz                                                                            | 4:15,80  | Martin Fuksa                                                                   | 4:16,21  |
| C1 5000 m   | Serghei Tarnovschi                                                                   | 23:37,85 | Serguey Torres                                                                              | 23:37,94 | Sebastian Brendel                                                              | 23:55,18 |
| C2 500 m    | Hiszpania · Cayetano García · Pablo Martínez                                         | 1:46,32  | Polska · Wiktor Głazunow · Tomasz Barniak                                                   | 1:46,81  | Chiny · Liu Hao · Ji Bowen                                                     | 1:46,90  |
| C2 1000 m   | Niemcy · Sebastian Brendel · Tim Hecker                                              | 3:54,91  | Chiny · Liu Hao · Ji Bowen                                                                  | 3:55,34  | Kanada · Craig Spence · Bret Himmelman                                         | 4:06,14  |
| C4 500 m    | Hiszpania · Joan Moreno · Pablo Graña · Manuel Fontán · Adrián Sieiro                | 1:39,42  | Polska · Aleksander Kitewski · Arsen Śliwiński · Wiktor Głazunow · Norman Zezula            | 1:39,91  | Ukraina · Witalij Wergeles · Andrij Rybaczok · Jurij Wandiuk · Taras Miszczuk  | 1:40,52  |
| IIP 200 m   | Sebastian Girke                                                                      | 48,54    | Samuel Galazka                                                                              | 58,15    | Nathan Gillen                                                                  | 58,69    |
| IIT 200 m   | Sebastian Girke                                                                      | 1:07,53  | Darryl Clark                                                                                | 1:22,44  | Gohulan Rajalingam                                                             | 1:27,59  |
| KL1 200 m   | Péter Pál Kiss                                                                       | 48,40    | Luis Cardoso da Silva                                                                       | 49,14    | Rémy Boullé                                                                    | 50,98    |
| KL2 200 m   | Mykoła Syniuk                                                                        | 42,97    | David Phillipson                                                                            | 43,95    | Scott Martlew                                                                  | 44,21    |
| KL3 200 m   | Juan Valle                                                                           | 41,68    | Robert Oliver                                                                               | 41,70    | Dylan Littlehales                                                              | 41,76    |
| VL1 200 m   | Benjamin Sainsbury                                                                   | 1:10,25  | Alessio Bedin                                                                               | 1:12,54  | Robinson Mendez                                                                | 1:14,74  |
| VL2 200 m   | Igor Tofalini                                                                        | 51,67    | Fernando Rufino de Paulo                                                                    | 52,00    | Norberto Mourão                                                                | 53,26    |
| VL3 200 m   | Jack Eyers                                                                           | 47,13    | Władysław Jepifanow                                                                         | 47,29    | Chajtmurot Szerkuzjew                                                          | 47,92    |

### Pary mieszane
| Konkurencja | Złoto                                       | Czas    | Srebro                                         | Czas    | Brąz                                               | Czas    |
| K2 500 m    | Australia · Alyssa Bull · Jackson Collins   | 1:39,49 | Portugalia · Teresa Portela · Fernando Pimenta | 1:39,79 | Niemcy · Tobias Schultz · Caroline Arft            | 1:39,81 |
| C2 500 m    | Kanada · Connor Fitzpatrick · Katie Vincent | 1:56,87 | Niemcy · Sebastian Brendel · Sophie Koch       | 1:58,84 | Polska · Aleksander Kitewski · Sylwia Szczerbińska | 1:59,17 |

## Tabela medalowa

### Kajakarstwo
| Pozycja | Reprezentacja     | złoto | srebro | brąz | Razem |
| ------- | ----------------- | ----- | ------ | ---- | ----- |
| 1       | Hiszpania         | 4     | 2      | 2    | 8     |
| 2       | Węgry             | 4     | 1      | 6    | 11    |
| 3       | Polska            | 3     | 3      | 1    | 7     |
| 4       | Kanada            | 3     | 1      | 2    | 6     |
| 5       | Niemcy            | 2     | 7      | 5    | 14    |
| 6       | Australia         | 2     | 2      | 1    | 5     |
| 7       | Ukraina           | 2     | 1      | 2    | 5     |
| 8       | Nowa Zelandia     | 2     | 0      | 0    | 2     |
| 9       | Chiny             | 1     | 2      | 2    | 5     |
| 10      | Brazylia          | 1     | 1      | 0    | 2     |
| 10      | Kuba              | 1     | 1      | 0    | 2     |
| 10      | Rumunia           | 1     | 1      | 0    | 2     |
| 10      | Szwecja           | 1     | 1      | 0    | 2     |
| 14      | Czechy            | 1     | 0      | 2    | 3     |
| 15      | Mołdawia          | 1     | 0      | 0    | 1     |
| 15      | Stany Zjednoczone | 1     | 0      | 0    | 1     |
| 17      | Portugalia        | 0     | 2      | 1    | 3     |
| 18      | Chile             | 0     | 1      | 1    | 2     |
| 18      | Chorwacja         | 0     | 1      | 1    | 2     |
| 20      | Litwa             | 0     | 1      | 0    | 1     |
| 20      | Słowenia          | 0     | 1      | 0    | 1     |
| 20      | Włochy            | 0     | 1      | 0    | 1     |
| 23      | Belgia            | 0     | 0      | 1    | 1     |
| 23      | Finlandia         | 0     | 0      | 1    | 1     |
| 23      | Irlandia          | 0     | 0      | 1    | 1     |
| 23      | Kazachstan        | 0     | 0      | 1    | 1     |
| 23      | Meksyk            | 0     | 0      | 1    | 1     |
| Ogółem  | Ogółem            | 30    | 30     | 31   | 91    |

### Parakajakarstwo
| Pozycja | Reprezentacja   | złoto | srebro | brąz | Razem |
| ------- | --------------- | ----- | ------ | ---- | ----- |
| 1       | Wielka Brytania | 5     | 4      | 1    | 10    |
| 2       | Niemcy          | 4     | 1      | 2    | 7     |
| 3       | Ukraina         | 2     | 1      | 0    | 3     |
| 4       | Kanada          | 1     | 4      | 5    | 10    |
| 5       | Brazylia        | 1     | 2      | 1    | 4     |
| 6       | Australia       | 1     | 0      | 1    | 2     |
| 6       | Węgry           | 1     | 0      | 1    | 2     |
| 8       | Hiszpania       | 1     | 0      | 0    | 1     |
| 9       | Chile           | 0     | 1      | 1    | 2     |
| 9       | Francja         | 0     | 1      | 1    | 2     |
| 11      | Indie           | 0     | 1      | 0    | 1     |
| 11      | Włochy          | 0     | 1      | 0    | 1     |
| 13      | Nowa Zelandia   | 0     | 0      | 1    | 1     |
| 13      | Portugalia      | 0     | 0      | 1    | 1     |
| 13      | Uzbekistan      | 0     | 0      | 1    | 1     |
| Ogółem  | Ogółem          | 16    | 16     | 16   | 48    |